# Épistémologie de l'histoire
Ne doit pas être confondu avec épistémologie historique.
L'épistémologie de l'histoire est l'ensemble des réflexions et des recherches sur la nature de la connaissance historique.

## Définition
L’épistémologie de l’histoire émane des réflexions épistémologiques générales menées depuis le XIXe siècle. Elle consiste en une réflexion à plusieurs niveaux sur la science historique : quelle est la nature de la connaissance historique ? comment est-elle possible ? quelles sont ses méthodes et ses limites ? quelles relations entretient-elle entre avec les autres sciences ?

## Premières réflexions: Auguste Comte
Auguste Comte crée un mouvement de philosophie positive appelé le positivisme. Selon lui, une loi historique est l'équivalent d'une loi scientifique, donc l’histoire est un concept scientifique que l’on peut modifier. Il établit trois modes de pensées à travers son exposé : un mode théologique, un métaphysique et un positif. Ces modes de pensées aboutissent à la conclusion que dans le même aspect d’une évolution scientifique, une société historique doit passer par ces trois étapes pour évoluer. L'analyse historique doit donc être soumise aux mêmes méthodes qu'une analyse scientifique, c’est-à-dire expérience, déduction et induction. Par là, il met en avant l'utilité d'une analyse scientifique pour un fait historique dans le but d’élargir les connaissances. Cette vision a été souvent critiquée par des scientifiques, car la méthode d’analyse que l'on utilise en histoire est plus souple et moins stricte que pour une expérience de sciences dures.

## L’histoire face aux sciences sociales
Durant les dernières décennies du XIXe siècle, les sciences sociales émergent et se consolident : elles se dotent alors de leurs propres méthodes et s’implantent en tant que disciplines à part entière au sein des universités. Cette autonomisation des sciences sociales entraîne dès lors un besoin de recourir à l’épistémologie, jusque-là appliquée aux « sciences dures », afin d’en comprendre les différents enjeux,. À cette époque, la pratique de l’histoire, accréditée depuis des siècles, est confrontée à ces nouveaux domaines d’études et soulève des interrogations : l’histoire est-elle semblable aux autres sciences sociales ? Peut-il y avoir une conciliation possible entre ces disciplines ?
Cette question de l’appartenance de l’histoire aux sciences sociales soulève dès lors la problématique de l’épistémologie en histoire.
Dès les années 1890, l’historien et philosophe Benedetto Croce refuse d’apparenter l’histoire aux sciences sociales : elle est, selon lui, une manière de connaître les faits par « l’imagination et l’intuition » et ne peut être conformée à l’épistémologie appliqué aux sciences. À l'inverse des sociologues tels que Durkheim et Simiand ont tenté de concilier les disciplines.
De nos jours, le statut de l’histoire en tant que science sociale est encore incertain et divise toujours la communauté historienne. Se pose la question du rapport à la théorie et à la méthodologie : davantage inductive (à partir des sources) pour l'histoire et davantage déductive (à partir des théories) pour les sciences sociales.

## Historiens et philosophes
Dès la fin du XIXe siècle, les historiens se sont mis en retrait face à l’épistémologie et à la pensée philosophique. En effet, les interrogations de nature philosophique paraissaient incompatibles avec « l’objectivité positive » dont devaient témoigner les historiens en appréhendant le passé. Ainsi, les premiers écrits concernant l’épistémologie de l’histoire relèvent de philosophes comme Spengler, Toynbee, Valéry. Mais ils furent à leur époque rejetés par la communauté historienne. En outre, les historiens considéraient que la pratique de leur métier devait s’éloigner des concepts généraux développés par la philosophie. Le postulat étant qu’il n’y a pas de règles ou de "formulation théorique" à appliquer dans l’expérience de l’histoire, et que cette dernière doit être fondée sur la compréhension de faits.
Par la suite, des philosophes tels que Raymond Aron, Michel Foucault, ou Paul Ricœur ont ouvert aux historiens une porte sur la philosophie. Ce qui a pu amener un débat épistémologique plus riche, ainsi qu’une manière différente de faire l’histoire, puisque désormais les historiens prennent en compte la notion d’épistémologie dans le cadre de leurs recherches. Cependant les réflexions sur la nature et les conditions du savoir historique restent encore aujourd'hui majoritairement produites par les philosophes.
Il faut mettre en perspective les rapports entre histoire et philosophie : par exemple, l’historiographie allemande admet communément la philosophie critique de l’histoire.
De nombreux historiens de formation se spécialisent donc dans l’étude de l’épistémologie de l'histoire. On peut par exemple citer le québécois Patrick Michel Noël, qui a réalisé sa thèse de doctorat sur les « Considérations conceptuelles, méthodiques et empiriques » en épistémologie de l’histoire.